# 忠州崔氏
忠州崔氏（チュンジュチェし、충주최씨）は、朝鮮の氏族の一つ。本貫は忠清北道忠州市である。2015年の調査では15,705人である。
始祖は、中国唐の崔陞である。846年に新羅が凶作となり、盗賊が蔓延したため、唐武宗の命令を受け、兵馬使として新羅へ派遣された。その後、上将軍に任命され、反乱を平定した功績から、銀青光禄大夫に任命され、崔陞の子孫が忠州を本貫として忠州崔氏を創始した。